# 新SDガンダム外伝 鎧闘神戦記
新SDガンダム外伝 鎧闘神戦記（しんエスディーガンダムがいでん がいとうしんせんき）は、バンダイの玩具カードダスを中心とした企画。騎士ガンダムシリーズの第七作である。

## 概要
騎士ガンダムシリーズの第七弾。前作から数年後のスダドアカワールドで古代神バロックガンとの戦いを描いた作品。物語は、前作の主役であった選ばれし者達がオズワルドの軍勢により次々に石化の封印をされてしまうという衝撃的な事件から始まり、ジークジオン編のアルガス騎士団が登場するなど盛り上がりを見せていた。売上不振などによる関連商品の打ち切りにより、本来は全四章の構成だった本弾は、第三章のその後の展開が長らく不明のままだったが、2010年7月上旬に発売されたプレミアムコンプリートボックスで、第四章（第4弾）「光臨（ひかり）の超鎧闘神」44枚のカードが全て新規作成され完結した。漫画版では一応の完結となっているものの、やはり連載期間が短縮されている。
登場人物は主に『新機動戦記ガンダムW』のキャラクターや兵器がモデルになっている。前作ではガンダムと人間のダブル主人公という形をとっていたが、本作の主人公は天使がガンダムに変身し、さらには機兵サイズに巨大化するというものになっている。
コミックボンボン誌上でこの新SDガンダム外伝鎧闘神戦記の金井師範代特製カードという特別なカードダスが計5枚プレゼントされていた。しかし、売上不振によりカードダスが三章で打ち切られ、同時に4枚まで配布されていた金井師範代特製カードも5枚目が配布中止となってしまった。そのため、金井師範代特製カードの5枚目は幻の一品となっている。
SDガンダム外伝は、カードダス及びカードダスハーフ・ファミコン・スーパーファミコン・漫画などでそれぞれ設定が異なるので、本項ではカードダス・カードダスハーフの設定で統一し、ゲーム等での設定は個別に記入する。

## あらすじ
鎧闘神出現
かつての戦いの地・機兵の谷で発掘を行っていたロームフェラーの考古学者トレーズは、古代神バロックガンを発見し、その封印を解く鍵となる天使族の巫女を手に入れるため、無人機・従機兵<デ・ドール>を操る軍隊「創世軍オズワルド」を結成し、ユニオン軍への攻撃を開始した。
オズワルドから逃げる天使族の姫リリーナであったが、兄弟守護天使の兄ミリアルが敗れ、窮地に陥る。その時、守護天使の弟ヒイロは、スペリオルドラゴンに与えられた力により、騎士ウイングガンダムへ、更に巨大な鎧闘神と変身した。その頃、世界各地でもスペリオルドラゴンに力を与えられた四人の操る機兵が、オズワルドへの反撃を開始した。
超絶! 巨大変身
オズワルドを圧倒する鎧闘神ウイングと四体の機兵であったが、電光騎士ゼクスの駆る雷迅将トールギスら三機兵の前に敗北し、ウイングは石化させられてしまった。ウイングを欠いた四騎士であったが、心を一つにして彼らも闘神へ変身を遂げ、ウイングもリリーナの祈りにより真の覚醒を果たした。
黒い鎧闘神
五闘神によって三機兵の合体したギガトールギスは倒されたが、バロックガンはゼクスを自らの魔力で騎士エピオン、さらに鎧闘神エピオンへと変貌させた。ゼクスが兄ミリアルであることを知ったウイングは戦うことができずエピオンに敗北してしまう。そこへアルガス王国へ導かれていた四闘神のパートナーたちが、アルガス騎士団の伝説のアイテムと獣機を引き連れて駆けつけた。さらに騎士エックスによってウイングも復活し、エピオンを古代神の呪縛から解放した。しかしリリーナはバロックガン復活を目論む天使ドロシーによって連れ去られてしまった。
光臨の超鎧闘神
リリーナを取り込んだことでバロックガンは完全復活を果たし、かつての配下である近衛騎士団を従えてスダ・ドアカに自らの世界を侵蝕させて行く。一方、スペリオルドラゴンが異次元より導いた啓示騎士エックスによって石化されたシャッフル騎士団が解放、覚醒を果たした新生アルガス騎士団によって闘神達も新たな力を得る。神に託された伝説の神器を携えた守護騎士団と覇界神との最終決戦は超鎧闘神も得たユニオン族の勝利に終わった。戦い終えた後、スペリオルドラゴンの力で超鎧闘神とバロックガンは融合し、新たなる神に転生した。スダ・ドアカは新たな神や新生アルガス騎士団を中心とした騎士たちにより守られ、スペリオルドラゴンは新たな次元に旅立っていった。

## 登場人物
（）内はモデルとなったキャラクター。ただし、モチーフについて公式には発表されていないので諸説ある。

### ユニオン族
守護天使ヒイロ（ヒイロ・ユイ）/騎士ウイングガンダム（ウイングガンダム）/バーサル騎士ウイングガンダム（ウイングガンダムゼロ(テレビアニメ版)）/神聖騎士<ディバインナイト>ウイングガンダム（ウイングガンダムゼロ(EW版)）
主人公。リリーナ姫を守護する天使。オズワルドの天使族の郷襲撃の際に、スペリオルドラゴンによって力を与えられ、騎士ウイングガンダムとなった。騎士エピオンとの戦いに敗れた後、騎士ガンダムエックスによってバーサル騎士の称号を与えられバーサル騎士ウイングガンダムに、最終決戦時にスペリオルドラゴンから三種の神器を託され、神聖騎士ウイングガンダムとなった。装備している三種の神器はバスターソード等の騎士ウイングガンダムの意匠を受け継いだ新デザインとなっている。
鎧闘神ウイング/真鎧闘神ウイング/超鎧闘神ウイング
元祖SD No.0083（騎士ウイング）/No.0088（鎧闘神ウイング）
天使ヒイロの魂が極限に達することで、巨大変身（ソウルアップ）を果たした姿。当初は怒りに任せた変身であったためにパワーを制御できなかったが、天使リリーナの祈りによって真鎧闘神へと完全覚醒した。騎士ウイングガンダムがバーサル騎士の称号を得たことで更なるパワーアップを果たし、騎士エピオンを操る影を打ち払った。バロックガンとの最終決戦においては、兄ミリアルとのソウルユナイトにより聖なる天使の力が極限まで引き出され超鎧闘神ウイングが誕生した。
この姿では世界の均衡を崩し、長く存在することも出来ないほどの強大な光のエネルギーを誇る。超鎧闘神時の必殺技は光の剣（サザンクロスソウル）。
騎士ガンダムデスサイズ（ガンダムデスサイズ）
デュオの父を殺した死神が、スペリオルドラゴンの力によりガンダムとなった姿。デュオを父代わりとなって育てた。
冥闘神デスサイズ/守護機神デスサイズ
元祖SD No.0084（騎士デスサイズ）
正義の心が極限に達した騎士デスサイズがソウルアップして、ガンダムの強さと死神の特殊能力を兼ね備えた存在。最終決戦時には法術士ニューの力を得て冥獣機デスロッドと合体し、守護機神デスサイズとなった。
騎士ガンダムヘビーアームズ（ガンダムヘビーアームズ）
錬金術師であったトロワの父に造られた人造人間が、スペリオルドラゴンの力によりガンダムとなった姿。
機闘神ヘビーアームズ/守護機神ヘビーアームズ
元祖SD No.0085（騎士ヘビーアームズ）
正義の心が極限に達した騎士ヘビーアームズがソウルアップして、ガンダムの強さと人造人間の特殊能力を兼ね備えた存在。最終決戦時には闘士ダブルゼータの力を得て轟獣機マグナスと合体し、守護機神ヘビーアームズとなった。
騎士ガンダムサンドロック（ガンダムサンドロック）
ウィナー王国の魔神が、スペリオルドラゴンの力によりガンダムとなった姿。
魔闘神サンドロック/守護機神サンドロック
元祖SD No.0086（騎士サンドロック）
正義の心が極限に達した騎士サンドロックがソウルアップして、ガンダムの強さと魔神の特殊能力を兼ね備えた存在。最終決戦時には騎士アレックスの力を得て斬獣機サンドハープと合体し、守護機神サンドロックとなった。
騎士シェンロンガンダム（シェンロンガンダム）
ウーフェイが召喚した召喚龍が、スペリオルドラゴンの力によりガンダムとなった姿。ウーフェイの兄弟弟子として育つ。
龍闘神シェンロン/守護機神シェンロン
元祖SD No.0087（騎士シェンロン）
正義の心が極限に達した騎士シェンロンがソウルアップして、ガンダムの強さと龍神の特殊能力を兼ね備えた存在。最終決戦時には剣士ゼータの力を得て咬獣機ガードナタックと合体し、守護機神シェンロンとなった。

#### 新生アルガス騎士団
法術士デュオ（デュオ・マックスウェル）
死神デスサイズに育てられた法術士。実は法術士ニューが転生した人物であり、アルガス王国で前世のニューからふくろうの杖を受け継ぐ。最終決戦において、ふくろうの杖をサイズに進化させ、冥闘神デスサイズに新たな力を与えると共に、自らもニューに酷似した鎧を纏った。
闘士トロワ（トロワ・バートン）
元サーカス団員だったが、ヘビーアームズと共に脱走し、親を探して旅を続けている。実は闘士ダブルゼータが転生した人物であり、アルガス王国で前世のダブルゼータから獅子の斧を受け継ぐ。最終決戦において獅子の斧を双斧に進化させ、機闘神ヘビーアームズに新たな力を与えると共に、自らもダブルゼータに酷似した鎧を纏った。
騎士カトル（カトル・ラバーバ・ウィナー）
国土を失い、国家ごと流浪の旅を続けているウィナー王国の当主。実は騎士アレックスが転生した人物であり、アルガス王国で前世のアレックスから導きのハープを受け継ぐ。最終決戦において導きのハープをショーテルに進化させ、魔闘神サンドロックに新たな力を与えると共に、自らもアレックスに酷似した鎧を纏った。
剣士ウーフェイ（張五飛）
剣聖ポォの下で剣術を学んだ剣士。実は剣士ゼータが転生した人物であり、アルガス王国で前世のゼータから竜の盾を受け継ぐ。最終決戦において竜の盾をトライデントに進化させ、龍闘神シェンロンに新たな力を与えると共に、自らもゼータに酷似した鎧を纏った。

#### シャッフル騎士団
デスペリオル族との戦いの後、スペリオルドラゴンの元でウィング達を導きながら各地でオズワルドへの抵抗軍の指揮を執っていたが、バロックガンの魔力によって石化させられてしまう。バロックガンとの最終決戦時に現れた啓示騎士エックスによって解放され、スペリオルドラゴンから旧シャッフル騎士団の装備を託された。
騎士シャインガンダム（シャイニングガンダム）
バーサル騎士ガンダムの鎧を。
騎士ドモン（ドモン・カッシュ）
兄シュピーゲルのマスクと鎧を纏います。
武闘家ドラゴンガンダム（ドラゴンガンダム）
聖龍騎士ゼロの鎧とドラグーンを模した手甲を継承した。
師範代サイサイ（サイ・サイシー）
剣士ローズガンダム（ガンダムローズ）
剣士ジョルジュ（ジョルジュ・ド・サンド）
闘士マックスガンダム（ガンダムマックスター）
月光騎士ネオの鎧と角を
訓練士チボデー（チボデー・クロケット）
重戦士ボルトガンダム（ボルトガンダム）
バーサル騎士GP01の鎧を
戦士アルゴ（アルゴ・ガルスキー）

#### プリベンター
近衛師団マグアナック隊（マグアナック隊）
鍛冶師ジョワン（ドクターJ）
四機兵博士（プロフェッサーG/ドクトルS/H教授/老師O）
四騎士達のカスタム機兵を製造した博士達。元々は全員がアルガス王国で研究を積んだ過去があり、その後破壊された機兵を修復・改良を行う。
狩猟騎士ブランゾロアット（ホワイトアット
）
外伝スーパーバトルにおいて仮面の下の素顔が騎士マーベット(マーベット・フィンガーハット)であることが判明した。
武器商人ハワード（マイク・ハワード）
機兵修理工ヒルデ（ヒルデ・シュバイカー）
魔法騎士<マジックナイト>アポロ
一般公募によって決定された天使族の生き残りの一人。ネオガンダムより託された月の鎧とメテオガンダム譲りの魔法剣を用いてオズワルド軍に戦いを挑む。
騎士ジェミナス01（ガンダムジェミナス01）
かつて近衛騎士団に所属し、ジェミナス02と共に最強の兄弟と謳われた騎士。永い年月の中でバロックガンへ疑問を持つようになり、単身ユニオン族へと加勢する。

### その他
騎士ガンダムエックス/啓示騎士<リベルナイト>ガンダムエックス（ガンダムX+レイズナー）
スペリオルドラゴンが派遣した騎士。鎧闘神エピオンと戦うユニオン族の前に現れ、エピオンの洗脳を解く手助けをした。漫画版ではリリーナに新たな祈りの力を与え、それにより鎧闘神ウイングは強化型となり、エピオンを正気に戻した。
第四章が制作されるまではスペリオルドラゴンの分身という設定にされたが、第四章制作により設定が変更され『SDガンダム聖伝』の舞台となる遙か未来の世界リオン･カージのエックスその人であり、スペリオルドラゴンによって神の封印を解く力を託され導かれてきた。それに伴い本作における姿は啓示騎士とされた。
闘士マタドール（マタドールガンダム）
元デスペリオル族の闘騎士。騎士ウイングとの戦いで角の片方を折られ、その復讐に燃えている。
異能戦士軍団
かつてデスペリオル族として活動し、暗黒卿が倒されたことで異能の力を失っていた。オズワルドの侵攻に対して能力無しで抵抗を挑んでいる。

### 天使族
天使リリーナ姫（リリーナ・ドーリアン）
天使族の姫にして巫女。バロックガンの封印を解く力を持つ為、オズワルドに狙われる。バロックガンの体内に取り込まれた際は裸体と化した。
マリーメイア（マリーメイア・クシュリナーダ）

### 神々
Sスペリオルドラゴン/スペリオルドラゴンZ/スペリオルカイザーZ（Sガンダム）
黄金神話における戦いの後、他の神々との謁見に臨んだことによって創世12神の新たな1柱としての姿に変わった。変化する前のカイザーワイバーンが構成する部分も大幅に変化しているが、その分離・変形した姿(カイザーワイバーンZ?)は本編未登場。
新たなる神
超鎧闘神と豪嵐神がスペリオルドラゴンZの導きによって融合、誕生した白銀の神。混沌の中より誕生した無垢なる神、と表現される。従来の神はその肉体となる守護獣を持ち、融合に際してはカイザーティーゲルも含まれていると思われるが、登場しているのはSD体形の従来核にあたる存在のみで、守護獣の有無は不明。「SDガンダム アルティメットバトル」にて、その名がサンボーンであることが明らかになった。
騎士ガンダム（ガンダムMk-III）
漫画版のみの登場。『SDガンダム外伝 ジークジオン編』の主人公。バロックガンを倒した後も、スダ・ドアカが滅亡の危機を迎えていた事に悲観していた者達の前に現れ、スダ・ドアカの力を信じる事を彼等に伝えた。
頑駄無真悪参（ガンダムMk-III）

### 創世軍オズワルド
古代神バロックガン/覇界神バロックガン/豪嵐神バロックガンΩ
スペリオルドラゴンによって機兵の谷に封印されていた神。太古の時代において、スペリオルドラゴン（スペリオルカイザー）との激戦の末敗れ、機兵の谷に封印されていた。機兵の谷を発掘したトレーズに力を貸し与え、完全復活と自身が望む争い無き世界を構築することを目論む。
リリーナを取り込み「覇界神バロックガン」となり完全復活を果たし、ヒイロとゼクスを苦戦さしたが、強化したヒイロとゼクスにリリーナを奪われて力の制御が不能になった。堕天使ドロシーを取り込み「豪嵐神バロックガンΩ」となりヒイロとゼクスに戦いを挑む。覇界神バロックガンのBMPは不明だが、豪嵐神バロックガンΩはBMP220000。
モデルはガンプラ以前にクローバーから発売されていたダイキャスト玩具のガンダムと言われ、名前も「クローバーガンダム」のもじりとされる。
『新約SDガンダム外伝 創世超竜譚』にて、本作で復活したバロックガンは「身体」である「豪虎カイザーティーゲル」のみであり、カッズ・ザルド界で支配をしている「核（コア）」である「バロックコア」を欠いた状態で復活していた事が判明した。そのために代替となる核として天使リリーナ姫を欲していた。
守護天使ミリアル/電光騎士<ライトニングナイト>ゼクス（ゼクス・マーキス）/騎士エピオンガンダム（ガンダムエピオン）/神風騎士ウインド（トールギスIII）
天使ヒイロの兄。バロックガンの魔力により洗脳され、電光騎士ゼクスとしてヒイロらと戦い、さらにガンダムエピオンへと変貌させられる。
鎧闘神エピオン
考古学者トレーズ/騎士エレガント・レーズ（トレーズ・クシュリナーダ）
機兵の谷の発掘を行っていた学者。封印されていたバロックガンを発掘したことで野望を抱き、オズワルドを結成する。
漫画版では最後、トールギスⅡを模した機兵に乗りバロックガンと戦う。
双騎士レディアン、レディドゥ（レディ・アン）
トレーズに仕える双子の姉妹。レディドゥは原作でのスペースコロニー懐柔の為にレディ・アンが生み出した、第二人格がモチーフ。
後にトレーズがバロックガンに反抗した際に救出され各地で同志を集め、反オズワルド抵抗軍「プリペンダー」を結成する。
騎士ノイン（ルクレツィア・ノイン）
オズワルドの剣術指南。ゼクスの補佐をしており、彼の正体も知っている。漫画版には未登場。
天使ドロシー/堕天使ドロシー（ドロシー・カタロニア）
オズワルドに属する天使。ヒイロやリリーナと同じ天使族でありながら、オズワルドに協力するのは「世界から戦争をなくすための完全なる統治」ゆえ。リリーナをバロックガンの生贄に捧げ、自身も堕天使の姿に変化。リリーナが救出された後、自らバロックガンの生贄となった。漫画版ではリリーナに代わる新たな天使族の姫になるためにバロックガンに協力。天使光バスターオーラで自害しようとするリリーナに「バロックガンの一部となる」という暗示をかけて、バロックガンを復活させた。

#### 近衛騎士団<ゾディロック>
創世の時代にバロックガンに従い、共に封印された黄道十二星座に準えられた近衛騎士の生き残り。逆さのクローバーをシンボルマークとしている。
近衛騎士アクエリアス（ガンダムアクエリアス - 水瓶座）
王族出身の近衛騎士であり近衛騎士団の長。BHP5500。
近衛騎士ジェミナス02（ガンダムアスクレプオス - 双子座）
騎士ジェミナス01の双子で、格闘術を使用して戦う近衛騎士。バロックガンの遣り方に疑問を持ったジェミナス01とは違い、バロックガンに疑問を持っていなかった。
近衛騎士レオス（レオス - 獅子座）
戦いを楽しむ近衛騎士。剣技を使う。BHP1900。
近衛騎士グリープ（ガンダムグリープ - 射手座）
弓術を使う近衛騎士。BHP2700。
近衛騎士スコーピオ（スコーピオ - 蠍座）
鎧に毒を塗っており、力も強い近衛騎士。BHP2200。
近衛騎士リーブラ（リーブラ - 天秤座）
近衛騎士の1人として古代の術を操る。BHP2500。

#### オズワルド騎士団
古代神が目覚めたことで共に呪縛から解き放たれた古代の騎士達。
騎士リーオー（リーオー）
騎士エアリーズ（エアリーズ）
騎士キャンサー（キャンサー）
騎士トーラス（トーラス）
騎士パイシーズ（パイシーズ）
騎士トラゴス（トラゴス）
操面騎士ビルゴ（ビルゴ）
オズワルドの騎士団。肩に装備しているマスクを敵味方問わず顔に装着させることで、意のままに操ることができる特異な騎士です。
操骸術士ビルゴII（ビルゴII）
オズワルドの騎士団。戦場で死んだ兵士の遺体に、死んだオズワルドの騎士の魂を吹き込むことで自在に操ることができる、厄介な術を使います。
古代戦士サーペント（サーペント）

#### モンスター
古代モンスターLOブースター（ガンダムL.O.ブースター）
古代モンスター四面獣ハイドラ（ハイドラガンダム）
古代モンスターテディザクマ
モンスタークインマンタ（クィン・マンサ）
モンスターズサスティンガー（ズサ）
モンスターエアリホーク（エアリーズ）
モンスターキャンサー（キャンサー）
モンスタートーラスクイド（トーラス）
モンスタートラゴス（トラゴス）
降霊師キャトル（キャトル）

## 登場メカ

### ユニオン族
冥機兵デスサイザー/冥獣機デスロッド（ガンダムデスサイズ）
ガンダムデスサイズ専用カスタム機兵。ギガトールギスとの戦いで大破するが、その残骸からデスロッドが造られた。
轟機兵マグナアーム/轟獣機マグナス（ガンダムヘビーアームズ）
ガンダムヘビーアームズ専用カスタム機兵。ギガトールギスとの戦いで大破するが、その残骸からマグナスが造られた。
斬機兵サンドレオン/斬獣機サンドハープ（ガンダムサンドロック）
ガンダムサンドロック専用カスタム機兵。ギガトールギスとの戦いで大破するが、その残骸からサンドハープが造られた。
咬機兵ナタック/咬獣機ガードナタック（シェンロンガンダム）
シェンロンガンダム専用カスタム機兵。ギガトールギスとの戦いで大破するが、その残骸からガードナタックが造られた。
麗機エレガントールギス（トールギスII）
雷迅将トールギスの残骸を回収・修復し、トレーズ専用機として再生された機兵。
皇機ブリリアントールギス
エレガントールギスをさらに改修し、爆水将と熾炎将の能力を組み込んだ物。重将ギガトールギスと同様トレーズ及び双騎士レディアン、レディドゥの三人で操縦される。
炎機兵フレイムゲ・グーザ
機兵アドヴァンスド・ズーガ
機兵プローズ（ΖΖガンダム）

#### シャッフル騎士団
戦神機キングシャッフル(ゴッドガンダム)
竜神機クラブオンエース/ロードクラブオンエース(ドラゴンガンダム/クラブ・エース)
鳥神機ジャックインダイヤ/ロードジャックインダイヤ(ガンダムローズ/ジャック・イン・ダイヤ)
獣神機クイーンザスペード/ロードクイーンザスペード(ガンダムマックスター/クイーン・ザ・スペード)
鉄神機ブラックジョーカー/ロードブラックジョーカー(ボルトガンダム/ブラック・ジョーカー)
最終決戦時にスペリオルドラゴンの導きによって、四神機はロード神機となって復活。戦神機には再びゴッドユナイトを果たした太陽騎士ゴッドガンダムがユナイトし、シャッフル最強の存在となった。同時に闇の力を祓う太陽の装備であるプラズマフィンガー、プラズマファング、プラズマガード、プラズマナックル、プラズマクラウンがもたらされた。

### オズワルド軍
雷迅機トールギス/雷迅将トールギス/重将ギガトールギス（トールギス）
ゼクスの搭乗機。後に雷迅将へ改造され、さらにヴァイエイト・メリクリウスと合体してギガトールギスとなる。
熾炎機ヴァイエイト/熾炎将ヴァイエイト（ヴァイエイト）
レディアンの搭乗機。後に熾炎将へ改造される。
瀑水機メリクリウス/爆水将メリクリウス（メリクリウス）
レディドゥの搭乗機。後に爆水将へ改造される。
暗黒機甲神ジェノガイスト（闇機甲神ガンジェノサイダー+暗黒卿マスターガンダム）
エルガイヤーなき機甲神に暗黒卿マスターガンダムが取り憑いた姿。
聖帝機兵アジバレックス（皇帝機兵アジバルド+聖機兵ルーンレックス）
聖機兵ルーンレックスの残骸に、幻魔皇帝亡き後の皇帝機兵が侵食した姿。
従機兵レグルス（リーオー）
従機兵ハマール（エアリーズ）
従機兵アルデバ（トーラス）
従機兵ピスケス（パイシーズ）
従機兵プレセペ（キャンサー）
機兵アルピハマール（エアリーズ）
騎士ノイン専用の白いハマール。

## 漫画版
- 「新SDガンダム外伝 騎士ガンダム 鎧闘神戦記」ほしの竜一

コミックボンボンにて1996年に連載された。前作までと比べて連載期間が短縮されているが、物語は一応の完結を迎えている。